# Одиноков, Владислав Олегович
Владисла́в Оле́гович Одино́ков (род. 22 марта 2000, Тула) — российский баскетболист, играющий на позиции лёгкого форварда.

## Карьера
Одиноков занимается баскетболом с семи лет, является воспитанником системы подмосковных «Химок».
Выступая за молодёжную команду «Химки-2», стал чемпионом Единой молодёжной лиги ВТБ. В феврале 2020 года Владислав был признан лучшим игроком месяца Единой молодёжной лиги ВТБ.
С сезона 2019/2020 начал принимать участие в матчах Суперлиги-1 за фарм-клуб «Химки-Подмосковье». За 2 сезона отыграл в турнире 26 игр.
В сезоне 2020/2021 состоялся дебют Одинокова в Единой лиге ВТБ в составе основной команды. В этом же сезоне Владислав сыграл свои первые матчи в Евролиге — в 7 встречах сезона он набирал 3,1 очка за 9,8 минуты на паркете, реализуя 60 % двухочковых и 71,4 % трехочковых бросков.
В июле 2021 года перешёл в МБА. За 25 игр его средние показатели составили 9,9 очка и 3,2 подбора. В марте 2022 года Одиноков на правах аренды перешёл в «Парму» до конца сезона. 
Начало следующего сезона провёл в составе МБА, отыграв за команду 19 матчей на первом этапе регулярного чемпионата. В январе 2023 года на правах аренды перешёл в УНИКС. По итогам сезона 2022/2023 Одиноков стал чемпионом Единой лиги ВТБ и чемпионом России.
В июне 2023 года Владислав подписал контракт с УНИКСом.
В сезоне 2023/2024 Одиноков стал серебряным призёром Единой лиги ВТБ и серебряным призёром чемпионата России.
В сезоне 2024/2025 выступал за красноярский «Енисей».
Летом 2025 года вернулся в «Химки».

## Сборная России
В августе 2018 года Одиноков был включён в состав сборной России (до 18 лет), для участия в чемпионате Европы. В матче за 3 место сборная России уступила Франции со счётом 70:79.

## Достижения
- Чемпион Единой лиги ВТБ: 2022/2023
- Серебряный призёр Единой лиги ВТБ: 2023/2024
- Чемпион России: 2022/2023
- Серебряный призёр чемпионата России: 2023/2024
- Чемпион Единой молодёжной лиги ВТБ: 2018/2019